# 牛棚書展
牛棚書展是在2003年至2006年間，於香港牛棚藝術村（九龍土瓜灣馬頭角道63號）舉辦的另類書展。作為香港貿易發展局以書商為主的書展以外的一個另類選擇。

### 第一屆
第一屆牛棚書展於2003年7月31日至8月5日舉行，由梁文道、岑朗天統籌活動；除了有作家講座之外，並有錄像咖啡座、名人書房展、閱讀文化及歷史展、閱讀光景電影導賞會，此外並有設市民自由書墟。書展期望成為打破讀書作為工具的思維慣性，走出消費主義和商業主導的書展。

### 第二屆
第二屆牛棚書展於2004年11月4日至8日舉行，主題為「體驗香港生活價值」，藉回顧和討論香港的生活文化，了解香港生活價值的組成，使大眾對香港的歷史文化更多了解和體驗，認識香港多年來所建立的價值系統；本屆書展除作家講座與工作坊外，並設有小型音樂會與音樂交流活動。

### 第三屆
第三屆牛棚書展於2005年9月29日至10月3日舉行，由俞若玫統籌；主題為「閱讀．身體」，活動內容有作家座談、讀書會、電影討論會與小型音樂會。

### 第四屆
第四屆牛棚書展於2006年12月1至4日舉行，由陳智德統籌；主題為「書就是書」，活動「書癡夜話」（邀請兩岸三地書癡聚首），另有「民間善本展覽」、「馬拉松讀書會」、「牛棚書獎」評選與網上投票活動。

## 外部連結
- 陳智德. . 香港文匯報. 2011-12-20  [2024-08-15]. （原始内容存档于2024-08-15）.